# Архиповское (Краснодарский край)
Архи́повское — село в Белореченском районе Краснодарского края России. Входит в состав Школьненского сельского поселения.

## Физико-географическая характеристика
Расположено в 11 км от центра поселения и в 27 км от районного центра.
В окрестностях села находится Архиповское месторождение ПГС. Полезная толща представлена песчано-гравийными отложениями
мощностью 10,1 м.

## История
Посёлок Архиповский был основан в 1910 году, с 1912 года — село.
Согласно «Списку населённых мест Северо-Кавказского края» за 1925 год Архиповское входило в состав Новоалексеевского сельского совета Белореченского района Майкопского округа Северо-Кавказского края. На тот момент его население составляло 1197 человек (504 мужчины и 693 женщины), общее число дворов — 205. На территории села располагались 70 колодцев и 1 пруд.
По данным поселенной переписи 1926 года по Северо-Кавказскому краю село являлось центром Архиповского сельского совета Белореченского района Майкопского округа. В нём имелось 221 хозяйство и проживало 973 человека (463 мужчины и 510 женщин), в том числе 593 украинца, 365 русских и 16 казаков.

## Население
| 1925 | 1926 | 2002 | 2010 |
| ---- | ---- | ---- | ---- |
| 1197 | ↘973 | ↘743 | ↗747 |

## Улицы
- ул. Вишнёвая,
- ул. Дружбы,
- ул. Красная,
- ул. Мира,
- ул. Молодёжная,
- ул. Октябрьская,
- ул. Первомайская,
- ул. Почтовая,
- ул. Школьная,
- ул. Набережная.

## Памятники
В 2,2—2,5 км к западу от Архиповского расположены курганы «Архиповский 1», «Архиповский 2» и «Архиповский 3», являющиеся объектами археологического наследия.
В центре села, на площади Славы, находится памятник истории «Братская могила 19 красноармейцев, погибших за власть Советов в годы гражданской войны, и партизана А. Н. Филиппова, погибшего в бою с фашистскими захватчиками» (автор И. И. Ряжонов, 1949 год).